# Aeroporto General Justo José de Urquiza
O Aeroporto General Justo José de Urquiza é o aeroporto regional da cidade de Paraná, na Argentina. Possui pista pavimentada com balizamento noturno de 2100m (6892 pés) (contando as áreas de escape).